# Теорема Колмогорова
Теорема Колмогорова в математичній статистиці уточнює швидкість збіжності вибіркової функції розподілу до її теоретичного аналога. Ця ж теорема служить основою нейронних мережа.

## Формулювання
Нехай Х1,…,Хn — нескінченна вибірка з розподілу, що задається безперервною функцією розподілу F. Нехай F' — вибіркова функція розподілу, побудована на перших n елементах вибірки. Тоді
{\displaystyle {\sqrt {n}}\,\sup _{x\in \mathbb {R} }\left|F^{\prime }(x)-F(x)\right|\rightarrow K}
з розподілу при n слідує до нескінченності, де К {\displaystyle \sim } К — випадкова величина, що має розподіл Колмогорова.

## Зауваження
Неформально кажуть, що швидкість збіжності вибіркової функції розподілу до її теоретичного аналога має порядок 1/{\displaystyle {\sqrt {n}}}.